# Thomas Tymoczko
A. Thomas Tymoczko (n. 1 de septiembre de 1943 – † 8 de agosto de 1996) fue un filósofo especializado en lógica y filosofía de las matemáticas.
Estudio con Hao Wang, Michael Dummett, Burton Dreben, Hilary Putnam y Phillipa Foot. Enseñó en el Smith College de Northampton, Massachusetts (Estados Unidos), desde 1971 hasta su muerte.
Se le puede considerar en filosofía de las matemáticas un miembro de la escuela falibilista o cuasi-empiricista, preocupado por la reinsercion de los algoritmos como un modo de prueba matemática usada por las computadoras. Esta postura se inspira en el trabajo de Imre Lakatos.
Falleció el 8 de agosto de 1996 a los 52 años, producto de un cáncer estomacal.

## Obra

### Libros
- Su obra más conocida es Nuevas direcciones en la filosofía de las matemáticas (New directions in the philosophy of mathematics, 1986). Es una colección de ensayos, en ella se incluyen artículos entre otros de Hersch, Kitcher, Lakatos, Pólya y Putnam. En este libro en el que aporta instroducciones a los capítulos propone el "cuasi-empirismo", que dará lugar posteriormente a las propuestas del "constructivismo social" de Paul Ernest y del "humanismo" de Reuben Hersh.[3]
- Sweet Reason: A Field Guide to Modern Logic lo escribe con Jim Henle.
- Mathematics, science and ontology (1991).

### Artículos
Además publicó numerosos artículos de filosofía, como The Four-Color Problem and its Philosophical Significance (1979) en el que argumenta que el incremento en el uso de las computadoras estaba cambiando la naturaleza de la prueba matemática.